# Paul Préboist
Paul Claude Préboist (* 21. Februar 1927 in Marseille; † 4. März 1997 in Paris) war ein französischer Schauspieler.

## Leben
Mit vierzehn Jahren arbeitete Paul Préboist als Jockey. Während des Zweiten Weltkriegs war er als Bearbeiter an einem Schalter der Sozialversicherung tätig. Zu jener Zeit interpretierte er auch die humorvollen Chansons von Fernandel und Lucien Noël genannt Noël-Noël in den Brasserien und Krankenhäusern der Stadt. Auf Initiative des Komikers Henri Crémieux ging er in den 1950er Jahren nach Paris, besuchte die Schauspielschule Centre Dramatique de la Rue-Blanche und sammelte erste Bühnenerfahrungen in Kabarett und Theater und sprach Rollen im Radio an der Seite von Pierre Dac und Francis Blanche.
Zwischen 1948 und 1992 spielte er in mehr als 120 Filmen mit. Er trat oft als Komiker und in Nebenrollen auf, so auch in mehreren Filmen mit Pierre Richard und Louis de Funès. Auch in mehreren Fernsehproduktionen war er zu sehen, so in sieben Folgen der bekannten französischen Fernsehserie Les Cinq dernières minutes.  
Paul Préboist starb nach längerer Krankheit in Paris, sein Grab befindet sich auf dem Friedhof in Couilly-Pont-aux-Dames.

## Ehrungen
- Im Quartier Croix d’Argent in Montpellier ist eine Straße nach ihm benannt.

## Filmografie
- 1947: Inspecteur Sergil
- 1948: Sergil et le dictateur
- 1952: Les femmes sont des anges
- 1954: Der tolle Musketier (Cadet Rousselle)
- 1954: La Reine Margot
- 1954: Le Vicomte de Bragelonne
- 1955: Das große Manöver (Les grandes manœuvres)
- 1955: Quentin Durward
- 1955: Les hussards
- 1956: Weiße Margeriten (Elena et les hommes)
- 1956: Schrei des Gewissens (Les assassins du dimanche)
- 1956: Les aventures de Gil-Blas Santillane
- 1956: Gervaise
- 1956: Les aventures d’Arsène Lupin
- 1956: Diane – Kurtisane von Frankreich (Diane)
- 1956: Fernand Cow-boy
- 1957: Elisa
- 1957: Die Mausefalle (Porte des lilas)
- 1957: La route joyeuse
- 1957: Polizeiaktion Dynamit (Échec au porteur)
- 1957: Straße des Glücks (The Happy Road)
- 1958: Der Sizilianer (Le sicilien)
- 1958: Die Wikinger (The Vikings)
- 1959: Croquemitoufle
- 1959: Signé Arsène Lupin
- 1959: Die Gerechten oder die Ballade von der weißen Weste (Les affreux)
- 1959: La marraine de Charley
- 1959: Le trou
- 1959: Le bossu
- 1960: Le Mouton
- 1960: Crésus
- 1960: Mein Schwert für den König (Le capitan)
- 1961: Marc Antoines zweites Leben (Cocagne)
- 1961: Dans la gueule du loup
- 1961: Im Zeichen der Lilie (Le miracle des loups)
- 1961: Auguste
- 1961: Les nouveaux aristocrates
- 1961: Alles Gold dieser Welt (Tout l’or du monde)
- 1961: Fracasse, der freche Kavalier (Le capitaine Fracasse)
- 1962: Cartouche, der Bandit (Cartouche)
- 1962: Die sieben Hauptsünden (Les sept pêchés capitaux)
- 1962: Arsène Lupin contre Arsène Lupin
- 1962: Tartarin de Tarascon
- 1962: Les parisiennes (Sketch: Ella)
- 1964: Verflucht und vergessen (La mort d’un tueur)
- 1964: Dünkirchen, 2. Juni 1940 (Week-end à Zuydcoote)
- 1964: Gare à la peinture
- 1964: Les gorilles
- 1965: Quand passent les faisans
- 1965: Sie werden lästig, mein Herr (Le majordome)
- 1965: 100 Millionen im Eimer (Cent briques et des tuiles)
- 1965: Die tollen Abenteuer des Monsieur L. (Les tribulations d’un Chinois en Chine)
- 1966: Les cœurs verts
- 1966: Monsieur le P.D.G.
- 1966: Drei Bruchpiloten in Paris (La grande vadrouille)
- 1966: Kommissar, Sie riskieren zuviel (Sale temps pour les mouches)
- 1966: Scharfe Kurven für Madame (Le grand restaurant)
- 1967: Der alte Mann und das Kind (Le vieil homme et l’enfant)
- 1967: Die Dirne und der Narr (Un idiot à Paris)
- 1967: Wer singt, muß sterben (L’homme qui trahit la maffia)
- 1967: Das Millionen-Duell (Fleur d’oseille)
- 1967: Oscar
- 1967: Der Verrückte von Labor 4 (Le fou du labo 4)
- 1968: Beru und jene Damen (Béru et ces dames)
- 1969: Die Familienschande (La honte de la Famille)
- 1969: Onkel Paul, die große Pflaume (Hibernatus)
- 1969: Der Mann im roten Rock (Mon oncle Benjamin)
- 1970: Alles tanzt nach meiner Pfeife (L’homme orchestre)
- 1970: Et qu’ça saute!
- 1970: Das Haus (La maison)
- 1970: Der Zerstreute (Le distrait)
- 1970: Balduin, der Schrecken von St. Tropez (Le gendarme en balade)
- 1971: L’explosion
- 1971: Le bateau sur l’herbe
- 1971: L’Avocat (Kurzfilm)
- 1971: Doucement les basses
- 1971: Balduin, der Sonntagsfahrer (Sur un arbre perché)
- 1971: Der große Coup des Kommissars (Laisse aller, c’est une valse)
- 1971: Die dummen Streiche der Reichen (La folie des grandeurs)
- 1971: Camouflage – Hasch mich, ich bin der Mörder (Jo)
- 1972: Das fünfblättrige Kleeblatt (Le trefle à cinq feuilles)
- 1972: Alfred, die Knallerbse (Les malheurs d’Alfred)
- 1972: Die große Masche (Tout le monde il est beau, tout le monde il est gentil)
- 1972: Die tollen Charlots – Vier Verrückte im Stadion (Les fous du stade)
- 1972: Les joyeux lurons
- 1972: Le Viager
- 1973: Quelques messieurs trop tranquilles
- 1973: La raison du plus fou
- 1973: Auch die Engel essen Linsen (La belle affaire)
- 1973: Pardon, Genossen! Edel sei der Mensch, hilflos und reich (Moi y’en a vouloir des sous)
- 1973: L’heptameron
- 1973: Le plumard en folie
- 1973: La dernière bourrée à Paris
- 1974: Le permis de conduire
- 1974: Die Chinesen in Paris (Les Chinois à Paris)
- 1974: Urlauber (Les vacanciers)
- 1974: OK patron
- 1974: Wir viere sind die Musketiere (Les quatre Charlots mousquetaires)
- 1974: Hilfe, mein Degen klemmt (A nous quatre cardinal)
- 1974: Y a un os dans la moulinette
- 1974: …les borgnes sont Rois
- 1975: Le saint de madame Victor
- 1976: La grande récré
- 1976: La table
- 1979: Allein zu zweit (À nous deux)
- 1979: Les phallocrates
- 1980: Une merveilleuse journée
- 1981: Signé Furax
- 1981: Ein jeglicher wird seinen Lohn empfangen… (Les uns et les autres)
- 1981: Es ist so schön, Soldat zu sein (Les bidasses aux grandes manœuvres)
- 1981: Quand tu seras débloqué, fais-moi signe
- 1982: Die Legion der Verdammten (Les misérables)
- 1982: Die verrücktesten 90 Minuten vor Christi Geburt (Deux heures moins le quart avant Jésus-Christ)
- 1982: Mon curé chez les nudistes
- 1983: Le braconnier de Dieu
- 1983: L’émir préfère les blondes
- 1983: Y a-t-il un pirate sur l’antenne
- 1983: Un bon petit diable
- 1983: Die Pflaumen der 7. Kompanie (Les planqués du régiment)
- 1984: Les fausses confidences
- 1984: Liberté, égalité, choucroute
- 1985: Ein alter Dickkopf (Le facteur de Saint-Tropez)
- 1989: Der verrückte Tag oder Die Hochzeit des Figaro (La folle journée ou Le mariage de Figaro)
- 1990: So sind die Tage und der Mond (Il y a des jours… et des lunes)
- 1992: Die schönste Geschichte der Welt (La belle histoire)